# Deuce to Seven
Le Deuce to Seven ou Deuce to Seven Triple Draw est un poker fermé à 5 cartes joué en Low, c'est-à-dire que le but du jeu est de réaliser la combinaison la plus basse possible. 
Il y a, soit deux tours d'enchères et un tirage (Deuce to Seven Single Draw), soit quatre tours d'enchères et trois tirages (Deuce to Seven Triple Draw). 
Après chaque tour d'enchère, les joueurs décident de changer entre 0 et 5 cartes. En Triple Draw, après le troisième et dernier tirage, a lieu un dernier tour d'enchères. 
Un bouton détermine l'ordre des enchères et des changements de cartes.
Le Deuce to Seven se joue en Limit ou No Limit, tandis que le Deuce to Seven Triple Draw se joue majoritairement en Limit dû aux 4 tours d'enchères. On peut cependant le jouer en No Limit ou Pot Limit. 

## La donne auDeuce to Seven Triple Draw
Le Deuce to Seven Triple Draw ne comprend que 6 joueurs au maximum, dû au grand nombre de cartes qui peut être distribué. Comme dans le hold'em, on utilise un bouton pour signaler le donneur. Le joueur assis à gauche du bouton poste un petit blind et le joueur qui est à sa gauche poste le surblind (double du Small Blind). Chaque joueur reçoit cinq cartes, puis a lieu le premier tour d'enchères. C'est le joueur assis à gauche du surblind qui l'inaugure. Chaque joueur à son tour va décider de passer, suivre ou relancer. 
Après le premier tour d'enchères, les joueurs qui n'ont pas passé peuvent changer leurs cartes. Les joueurs peuvent changer entre 0 et 5 cartes, chacun à leur tour, en commençant par celui qui est le plus près du bouton. 
Quand chaque joueur a déposé les cartes qu'il veut remplacer, le donneur donne le même nombre de nouvelles cartes à chaque joueur l'un après l'autre. 
Quand la donne est terminée, commence un deuxième tour d'enchères. Puis les joueurs peuvent faire un nouveau tour de change de cartes, suivant la même procédure. Puis les joueurs procèdent à un troisième tour d'enchères, suivi par un troisième tour de change de cartes, et enfin par un quatrième tour d'enchères qui clôt le coup.

## Que se passe-t-il s'il n'y a pas assez de cartes pour tout le monde?
Il peut arriver qu'il n'y ait plus assez de cartes pour terminer un tour de donne. Quand c'est le cas, les cartes jetées sont mélangées et le tirage est complété à partir de ce nouveau talon. Ce nouveau talon exclut les cartes jetées pendant le tour de donne en cours. 
Par exemple, le joueur 1 demande 3 cartes, le joueur 2 demande 2 cartes et le joueur 3 demande une carte. Le donneur distribue 3 cartes au joueur 1 et une carte au joueur 2. Il ne peut pas faire plus car il n'a plus de cartes en main. Donc il rassemble les cartes jetées qu'il a devant lui, les mélange et complète le tour de donne, en donnant une carte au joueur 2 et une carte au joueur 3. Mais il n'inclut pas dans ce nouveau talon les cartes du joueur 2 ni du joueur 3, donc ceux-ci n'ont aucune chance de recevoir une carte qu'ils ont jetée pendant ce tour de donne. 
Le jeu se joue aussi plus fréquemment avec un seul tirage ; ainsi, la sélection des mains est beaucoup plus resserrée.

## Ordre des combinaisons
Dans le Deuce to Seven Triple Draw, les joueurs tentent de faire la combinaison de 5 cartes la plus basse possible. Les As ne jouent que pour le haut et les quintes et couleurs comptent. Autrement dit, la meilleure main est 7-5-4-3-2 avec au moins deux familles (d'où le nom de « Deuce to seven » qui signifie « deux à sept »). La main 6-5-4-3-2 est une quinte, donc une main trop forte pour avoir la chance de gagner une main basse. Elle est même moins bonne que la main A-K-Q-J-9. 
La main-reine 7-5-4-3-2 est appelée la « roue » ou « the wheel ». La main suivante est 7-6-4-3-2, et la troisième est 7-6-5-3-2. 
Comme les As jouent en haut, la main 5-4-3-2-A n'est pas une quinte mais un As (la meilleure main possible avec un As). Mais elle est battue par K-5-4-3-2, qui vaut un Roi (le meilleur Roi possible). La main composée de A-K-Q-J-9 est la moins bonne des mains sans paire. A contrario, la main 5-4-3-2-2 est la meilleure des mains contenant une paire. Les brelans sont battus par les paires. Les quintes sont battues par les brelans. Les couleurs sont battues par les quintes. Et les fulls sont battus par les couleurs. Dans ce poker là, la pire main que vous puissiez avoir est la quinte royale ! Les combinaisons sont inversées par rapport à la hiérarchie habituelle.
Dans sa variante qu'est le Ace-5 triple draw, la meilleure main possible est A,2,3,4,5, (wheel en anglais, roue ou quinte blanche en français) les quintes et couleurs ici ne comptent pas.

## Conseil
Pour connaître la valeur de votre main, lisez vos cartes comme un nombre : ainsi 10-5-4-3-2, considérez que votre main vaut 105 432, et donc vous êtes battu par 9-8-7-5-4 !

## Structure d'enchères
Le Deuce to Seven utilise la même structure d'enchères que le hold'em. Pendant les quatre tours d'enchères, la limite est fixe, mais elle double à partir du troisième tour. Par exemple, dans la partie à $10/$20, les deux premiers tours d'enchères s'incrémentent 10 par 10 et les deux suivants s'incrémentent 20 par 20, au gré des ouvertures, relances et sur-relances.